# Theodor Morell
Theodor (Theo) Gilbert Morell (Münzenberg, 2 de juliol de 1886 - Tegernsee, 26 de maig de 1948) va ser el metge personal d'Adolf Hitler des de 1936 fins al seu suïcidi el 1945. Morell era ben conegut a Alemanya pels seus tractaments alternatius holístics i poc convencionals.
Encara que Morell tenia una llicència de practicant a Alemanya molt abans de conèixer Hitler, després de la fi de la Segona Guerra Mundial es van donar nombroses investigacions al voltant de la seva pràctica mèdica. Els historiadors han especulat que els tractaments prescrits per Morell van contribuir a la precària salut de Hitler.

## Primers anys
Morell era el segon fill d'un professor d'escola primària. Va néixer i va ser educat en un petit poble anomenat Trais-Münzenberg, a Hessen. Va estudiar medicina a Grenoble i a París, després va rebre ensenyaments en obstetrícia i ginecologia a Múnic a principis de 1910. Per 1913 ja tenia un doctorat i era un metge amb llicència. Un any després de servir com a metge assistent en vaixells, va adquirir una plaça a Dietzenbach. Va servir al front durant la Primera Guerra Mundial, després com a oficial mèdic. Per 1919 exercia la seva professió a Berlín, i l'any següent es va casar amb Johanna Moller, una actriu de molt bona posició econòmica. Els seus mètodes inusuals li van valer el reconeixement del Xa de Pèrsia i del rei de Romania, que el va convidar a ser el seu metge personal.
Morell deia haver estudiat amb el bacteriòleg guanyador del Premi Nobel Ilya Mechnikov, a més d'haver ensenyat medicina a universitats prestigioses, i de vegades s'anomenava si mateix professor. Morell posseïa accions en nombroses companyies farmacèutiques europees de mida mitjana.
Això no obstant, el 1933 la seva pràctica va ser amenaçada perquè molts dels seus pacients eren jueus i la seva aparença personal de vegades feia que equivocadament es cregués que ell també era jueu. De fet, molta gent deia que Morell era realment mig jueu. A l'abril d'aquell mateix any es va afiliar al Partit Nacional Socialista dels Treballadors Alemanys (NSDAP), el partit nazi, i va començar a exercir la seva professió en llocs prestigiosos, va començar a treballar com veneróleg. El 1936 va tractar Heinrich Hoffmann, que patia de gonorrea, que presumptament va curar. Hoffmann i Eva Braun el van presentar a Hitler.

## Metge de Hitler
Hitler patia de patologia cutània i intestinal quan, durant una festa al Berghof la seva residència d'estiu, a prop de Berchtesgaden, va conèixer Morell, que li va prometre que podia curar-lo en un any. L'esposa de Morell es va disgustar quan aquest va acceptar el treball de metge personal del Führer. Morell va començar a tractar Hitler amb diverses fórmules comercials, entre altres una combinació de vitamines i bacteris E. coli anomenades de multiflora. Hitler va semblar recuperar-se i Morell finalment va tornar-se part del cercle intern de Hitler i va romandre allí fins poc després d'acabada la guerra. Alguns historiadors han assajat d'explicar aquesta associació per la reputació que Morell tenia a Alemanya pel seu èxit tractant la sífilis, que Hitler hauria tingut segons unes especulacions. Altres observadors han comentat la possibilitat que Hitler va tenir símptomes visibles de sífilis cap al final de la guerra.
Com a metge de Hitler, Morell era constantment recomanat a altres membres de l'Alt Comandament Nazi, però la majoria d'ells com Hermann Goering i Heinrich Himmler immediatament desconfiaren d'ell. Albert Speer va redactar en la seva biografia:
| « | El 1936, quan la meva circulació sanguina i el meu estómac es van revoltar ... vaig trucar a l'oficina privada de Morell. Després d'un examen superficial ... Morell em prescriure bacteris intestinals, dextrosa, vitamines, i pastilles hormonals. Per seguretat, i després d'això, vaig anar examinat pel professor von Bergmann, l'especialista en medicina interna de la Universitat de Berlín. Va concloure que no patia de cap problema en cap òrgan, i que només patia de símptomes nerviosos causats per l'excés de treball. Vaig disminuir el ritme de treball tant com vaig poder i els símptomes van desaparèixer. Per no ofendre Hitler, vaig fingir de seguir les instruccions de Morell, i com que la meva salut va millorar, em vaig convertir per un temps en l'aparador de Morell. (Albert Speer, Memòries, 1969) | » |

Goering anomenava Morell "el Canceller Agulla", per la seva aparent inclinació a utilitzar injeccions quan s'enfrontava a qualsevol problema mèdic.
Morell va sostenir una rivalitat amb el metge Karl Brandt, que havia atès Hitler des de 1933. Tots dos discutien amb freqüència, encara que Hitler normalment estava del costat de Morell. Eva Braun va canviar més tard la seva opinió sobre Morell, va qualificar la seva oficina de "cort de porcs" i es va negar a veure'l de nou.
El 1939, Morell, de manera inadvertida va estar involucrat en l'annexió de Txecoslovàquia. El seu president, Emil Hácha, es va atemorir per la presència de Hitler que es va desmaiar. Morell li va injectar estimulants per fer-lo despertar, encara que va dir que eren vitamines, que possiblement contenien metamfetamines. Hácha aviat es va ensorrar davant les demandes de Hitler.
Després de l'intent d'assassinat contra Hitler, ocorregut el 20 de juliol de 1944, Morell el va tractar amb penicil·lina tòpica, que només havia estat introduïda experimentalment per l'exèrcit nord-americà recentment. On va adquirir-la queda un misteri, ja que Morell va dir no conèixer la penicil·lina en absolut quan va ser interrogat per oficials dels serveis d'intel·ligència nord-americans després de la guerra. De més quan membres del cercle intern de Hitler van ser interrogats per a la realització del llibre The Bunker, alguns van afirmar que Morell tenia una gran quantitat d'accions en una companyia que promocionava fraudulentament uns productes com penicil·lina.
Per l'abril de 1945, Hitler prenia 28 pastilles diàries, juntament amb diverses injeccions (hi comprés moltes de glucosa). El 22 d'abril de 1945, Morell va ser acomiadat del Führerbunker de Berlín pel Hitler, que va dir que ja no necessitava assistència mèdica.
Morell va escapar de Berlín en un dels últims vols fora de la ciutat, però aviat va ser capturat pels nord-americans. Un dels seus interrogadors estava suposadament "fastiguejat" per l'obesitat i completa manca d'higiene de Morell. Tot i que va ser retingut en un camp d'interns nord-americà (en el lloc de l'antic camp de concentració de Buchenwald) i qüestionat per la seva proximitat amb Hitler, mai va ser acusat de cap crim. Obès i patint d'impediment en la parla, va morir el maig de 1948 després d'un ictus.

## Substàncies donades a Hitler
Morell tenia un diari mèdic sobre les drogues, vitamines i altres substàncies que administrava a Hitler, normalment en forma d'injecció o en píndoles. La majoria eren preparacions comercials, algunes eren receptes seves. Ja que alguns d'aquests compostos són considerats tòxics, molts historiadors han especulat que Morell va contribuir accidentalment a la salut fràgil de Hitler.
Llista d'algunes de les substàncies que Theodore Morell administrava a Hitler:
- Bromat de potassi
- Nux vomica
- Atropina
- Barbitúric de sodi
- Tartrat d'oxedrina
- Camamilla
- Testosterona
- Profenazona
- Cafeïna
- Belladona
- Escherichia coli
- Dihidroxicodeïna
- Sulfinamida
- Cocaïna (en forma de gotes per als ulls)
- Enzims
- Vitamines
- Amfetamines
- Metamfetamines
- Proteïnes i lípids derivats de teixits i greixos animals.

Aparentment, Morell mai li va dir a Hitler (i a ningú més) què era el que li administrava, encara que li feia creure que les preparacions només contenien vitamines i ingredients "naturals". Alguns ingredients van ser posteriorment confirmats per metges als quals Hitler havia mostrat alguna de les seves píndoles quan el tractaven temporalment. Algunes preparacions (com el glyconorm, un tònic popular a Suïssa utilitzat per a combatre infeccions) contenia teixits animals com placenta, múscul cardíac, fetge i testicles de bou. Durant el seu interrogatori després de la guerra, Morell va afirmar que un altre metge li havia administrat cocaïna a Hitler i se sabia almenys d'un metge que l'havia administrat en forma de gotes per als ulls després que les sol·licites en les hores posteriors a l'intent d'assassinar-lo el 20 de juliol de 1944. La cocaïna era usada amb freqüència a Alemanya amb fins mèdics en aquest temps, però es diu que Morell va incrementar la dosi deu vegades del normal. El sobreús de gotes per als ulls a base de cocaïna ha estat associat amb comportament psicòtic, hipertensió i altres símptomes. No obstant això, els historiadors han rebutjat la hipòtesi que el tractament de Morell tingués efectes sobre Hitler a l'hora de prendre decisions.
Morell va estar subjecte a nombroses acusacions fetes per membres del cercle intern de Hitler. Molta gent va dir que regularment injectava a Hitler morfina sense dir-ho, i que el mateix Morell era addicte a la morfina.